# Francesco Pretti
Francesco Pretti detto Franco (Cagliari, 28 settembre 1903 – Roma, 16 aprile 1988) è stato un marciatore e dirigente sportivo italiano.

## Biografia
Nato a Cagliari da famiglia di origine emiliana, è stato azzurro nei 50 km di marcia alle 
Olimpiadi di Los Angeles del 1932 ed a quelle di Londra del 1948, ritirandosi in entrambe le occasioni. Nel 1934 ha stabilito il record italiano nei 50 km di marcia.
Nel 1948 è stato fra i fondatori dell'Associazione Nazionale Atleti Azzurri d'Italia (oggi Associazione Nazionale Atleti Olimpici e Azzurri d'Italia) di cui è anche stato il primo presidente. Nel 1958 ha organizzato il 1º Giro ciclistico di Sardegna per corridori professionisti che è stato vinto dal ciclista francese Antonin Rolland.